# Expert International
Die Einkaufsgemeinschaft Expert International GmbH (Eigenschreibweise: expert) mit Sitz in Zug in der Schweiz wurde am 16. Oktober 1967 von sechs nationalen Einkaufsorganisationen in Zürich als Intercop GmbH gegründet. Sie wurde am 30. März 1971 in Expert International GmbH umbenannt.
Die selbständige deutsche Landesgesellschaft ist die Expert SE.

## Expert Österreich
Die Vorteile einer Einkaufsgenossenschaft erkannten Elektrofachhändler in Österreich bereits 1958 und schlossen sich zusammen, um mittelständische Unternehmen zu stärken. Im Jahr 1976 erfolgte als EXPERT Österreich e.Gen. der Beitritt zur internationalen Expert Gruppe. Aktuell genießen in Österreich mehr als 170 Mitglieds-Unternehmen, die mehr als 180 Elektrofachgeschäfte in ganz Österreich betreiben, Vorteile und Leistungen, die inzwischen weit über den gemeinsamen Einkauf von Ware hinausgehen.